# Élections sénatoriales de 2014 en Ille-et-Vilaine
Les élections sénatoriales de 2014 en Ille-et-Vilaine ont lieu le dimanche 28 septembre 2014. Elles ont pour but d'élire les quatre sénateurs représentant le département au Sénat pour un mandat de six années.

## Contexte départemental
Lors des élections sénatoriales de 2008 en Ille-et-Vilaine, quatre sénateurs ont été élus au scrutin proportionnel : trois socialistes et un UMP
Pour ce qui est des sénateurs sortants, Edmond Hervé, après une longue carrière politique, a annoncé son retrait et Virginie Klès a été battue aux municipale de 2014 à Châteaubourg. Seul l'UMP Dominique de Legge est à nouveau candidat.
Depuis, le collège électoral, constitué des grands électeurs que sont les députés, les conseillers régionaux, les conseillers généraux et les délégués des conseils municipaux, a été renouvelé en quasi-totalité par les élections législatives françaises de 2012 qui ont vu cinq des huit circonscriptions d'Ille-et-vilaine élire des députés socialistes ou apparentés, les élections régionales de 2010 qui ont conforté la majorité de gauche au conseil régional, les élections cantonales de 2011 qui n'ont pas changé les rapports de force en Ille-et-vilaine et surtout les élections municipales de 2014 qui ont vu un net recul de la gauche qui, pour ce qui est des communes de plus de 5 000 habitants, a perdu Bruz, Cesson-Sévigné, La Chapelle-des-Fougeretz, Châteaubourg, Mordelles et Noyal-Châtillon-sur-Seiche, pertes que ne compensent pas les conquêtes comme Melesse.

## Rappel des résultats de 2008
| Tête de liste  | Tête de liste      | Liste          | Voix  | %      | Élus |
| -------------- | ------------------ | -------------- | ----- | ------ | ---- |
|                | Edmond Hervé       | PS             | 1 061 | 47,39  | 3    |
|                | Dominique de Legge | UMP            | 633   | 28,27  | 1    |
|                | Philippe Nogrix    | MoDem-NC       | 337   | 15,05  |      |
|                | Christian Couet    | DVG            | 102   | 4,56   |      |
|                | Philippe Couzelin  | Verts          | 100   | 4,47   |      |
|                | Patrick Le Guillou | FN             | 6     | 0,27   |      |
|                |                    |                |       |        |      |
| Inscrits       | Inscrits           | Inscrits       | 2 095 | 100,00 |      |
| Abstentions    | Abstentions        | Abstentions    | 21    | 1,00   |      |
| Votants        | Votants            | Votants        | 2 074 | 99,00  |      |
| Blancs et nuls | Blancs et nuls     | Blancs et nuls | 26    | 1,25   |      |
| Exprimés       | Exprimés           | Exprimés       | 2 048 | 98,75  |      |

## Sénateurs sortants
| Sénateur | Sénateur           | Parti | Autre fonction         |
| -------- | ------------------ | ----- | ---------------------- |
|          | Edmond Hervé       | PS    | Ancien maire de Rennes |
|          | Virginie Klès      | PS    |                        |
|          | Jacky Le Menn      | PS    |                        |
|          | Dominique de Legge | UMP   | Maire du Pertre        |

## Collège électoral
En application des règles applicables pour les élections sénatoriales françaises, le collège électoral appelé à élire les sénateurs d'Ille-et-Vilaine en 2014 se compose de la manière suivante :
| Délégués des communes                                                                         |                        |                       |                       |          |                     |
|                                                                                               | Conseillers municipaux | Délégués / commune    | Communes concernées   | Délégués | % collège électoral |
| Délégués des communes de moins de 9 000 habitants                                             |                        |                       |                       |          |                     |
| - communes de < 100 habitants                                                                 | 7                      | 1                     | 1                     | 1        | 0,04%               |
| - communes de < 500 habitants                                                                 | 11                     | 1                     | 49                    | 49       | 1,95%               |
| - communes de < 1500 habitants                                                                | 15                     | 3                     | 157                   | 471      | 18,71%              |
| - communes de < 2 500 habitants                                                               | 19                     | 5                     | 56                    | 280      | 11,12%              |
| - communes de < 3 500 habitants                                                               | 23                     | 7                     | 24                    | 168      | 6,67%               |
| - communes de < 5 000 habitants                                                               | 27                     | 15                    | 30                    | 450      | 17,87%              |
| - communes de < 9 000 habitants                                                               | 29                     | 15                    | 22                    | 330      | 13,11%              |
| Délégués des communes de 9 000 à 29 999 habitants                                             |                        |                       |                       |          |                     |
| - communes de < 10 000 habitants                                                              | 29                     | 29                    | 1                     | 29       | 1,15%               |
| - communes de < 20 000 habitants                                                              | 33                     | 33                    | 9                     | 297      | 11,80%              |
| - communes de < 30 000 habitants                                                              | 39                     | 39                    | 0                     | 0        | 0,00%               |
| Délégués des communes de 30 000 habitants et plus                                             |                        |                       |                       |          |                     |
| - Saint-Malo (45 201 hab.)                                                                    | 43                     | 62                    | 1                     | 62       | 2,46%               |
| - Rennes (140 547 hab.)                                                                       | 61                     | 283                   | 1                     | 283      | 11,24%              |
| Délégués des communes bénéficiant des dispositions particulières pour les communes fusionnées |                        |                       |                       |          |                     |
| Domagné, La Chapelle-de-Brain                                                                 |                        |                       | 2                     | 10       | 0,40%               |
| Délégués des communes                                                                         | Délégués des communes  | Délégués des communes | Délégués des communes | 2 430    | 96,51%              |
| Conseillers généraux                                                                          | Conseillers généraux   | Conseillers généraux  | Conseillers généraux  | 53       | 2,10%               |
| Conseillers régionaux                                                                         | Conseillers régionaux  | Conseillers régionaux | Conseillers régionaux | 23       | 0,91%               |
| Députés                                                                                       | Députés                | Députés               | Députés               | 8        | 0,32%               |
| Sénateurs                                                                                     | Sénateurs              | Sénateurs             | Sénateurs             | 4        | 0,16%               |
| Total                                                                                         | Total                  | Total                 | Total                 | 2518     | 100,00%             |

1. ↑  Dans les communes de moins de 9 000 le conseil municipal élit en son sein des délégués dont le nombre dépend de la taille de la commune.
2. ↑  Dans les communes de 9 000 à 29 999 habitants, tous les conseillers municipaux sont délégués. Il n'y a pas de délégués supplémentaires
3. ↑  Dans les communes de plus de 30 000 habitants, tous les conseillers municipaux sont délégués et, en complément, le conseil municipal désigne des délégués supplémentaires à raison d'un par tranche de 800 habitants au-delà de 30 000 habitants
4. ↑  « Dans le cas où le conseil municipal est constitué par application des articles L. 2113-6 et L. 2113-7 du code général des collectivités territoriales relatif aux fusions de communes dans leur rédaction antérieure à la loi n° 2010-1563 du 16 décembre 2010 de réforme des collectivités territoriales, le nombre de délégués est égal à celui auquel les anciennes communes auraient eu droit avant la fusion. » (Code électoral, article L284)

La commune de Chevaigné ayant refusé de désigner ses 5 grands électeurs, le collège électoral appelé à élire les sénateurs n'est finalement constitué que de 2 513 grands électeurs.

## Présentation des candidats
Les nouveaux représentants sont élus pour une législature de 6 ans au suffrage universel indirect par les grands électeurs du département. En Ille-et-Vilaine, les quatre sénateurs sont élus au scrutin proportionnel plurinominal. Chaque liste de candidats est obligatoirement paritaire et alterne entre les hommes et les femmes. 8 listes ont été déposées dans le département, comportant chacune 6 noms. Elles sont présentées ici dans l'ordre de leur dépôt à la préfecture et comportent l'intitulé figurant aux dossiers de candidature.

### Front national
| N° | Candidats | Candidats          | Parti | Principales fonctions              |
| -- | --------- | ------------------ | ----- | ---------------------------------- |
| 01 |           | Gilles Pennelle    | FN    | Conseiller municipal de Fougères   |
| 02 |           | Virginie d'Orsanne | FN    | Conseillère municipale de Fougères |
| 03 |           | Philippe Miailhes  | FN    |                                    |
| 04 |           | Sophie De Prat     | FN    |                                    |
| 05 |           | Henri Huet         | FN    |                                    |
| 06 |           | Anne Vaneecloo     | FN    |                                    |

### Union de la droite et du centre
| N° | Candidats | Candidats           | Parti | Principales fonctions                        |
| -- | --------- | ------------------- | ----- | -------------------------------------------- |
| 01 |           | Dominique de Legge  | UMP   | Sénateur sortant, maire de Le Pertre         |
| 02 |           | Françoise Gatel     | UDI   | Maire de Châteaugiron                        |
| 03 |           | Pierre Breteau      | UDI   | Maire de Saint-Grégoire                      |
| 04 |           | Françoise Boussekey | UMP   | Conseillère régionale, maire de Sainte-Marie |
| 05 |           | Joseph Allix        | DVD   | Maire de Lillemer                            |
| 06 |           | Karine Passilly     | DVD   | Première adjointe au maire de Saint-Uniac    |

### Parti fédéraliste européen
| N° | Candidats | Candidats              | Parti | Principales fonctions |
| -- | --------- | ---------------------- | ----- | --------------------- |
| 01 |           | Jean-Jacques Page      | PFE   |                       |
| 02 |           | Marie-Pascale Anglares | PFE   |                       |
| 03 |           | Charles-Alexandre Sims | PFE   |                       |
| 04 |           | Martine Kaiser         | PFE   |                       |
| 05 |           | Marc Villecourt        | PFE   |                       |
| 06 |           | Hélène Stouvenel       | PFE   |                       |

### Parti socialiste
| N° | Candidats | Candidats            | Parti | Principales fonctions                                            |
| -- | --------- | -------------------- | ----- | ---------------------------------------------------------------- |
| 01 |           | Jean-Louis Tourenne  | PS    | Président du conseil général                                     |
| 02 |           | Sylvie Robert        | PS    | Vice-présidente du conseil régional, adjointe au maire de Rennes |
| 03 |           | Alain Launay         | PS    | Maire de Pleurtuit                                               |
| 04 |           | Anne Patault         | PS    | Conseillère régionale, conseillère municipale de Renac           |
| 05 |           | Louis Dubreil        | PS    | Conseiller général, maire de Saint-Brice-en-Coglès               |
| 06 |           | Françoise Sourdrille | PS    | Adjointe au maire de Janzé                                       |

### Europe Écologie Les Verts
| N° | Candidats | Candidats         | Parti | Principales fonctions                         |
| -- | --------- | ----------------- | ----- | --------------------------------------------- |
| 01 |           | Daniel Salmon     | EELV  | Adjoint au maire de Saint-Jacques-de-la-Lande |
| 02 |           | Claire Desmares   | EELV  |                                               |
| 03 |           | Didier Chapellon  | EELV  |                                               |
| 04 |           | Michèle Le Tallec | EELV  | Conseillère municipale de Saint-Malo          |
| 05 |           | Yves Sauvage      | EELV  |                                               |
| 06 |           | Lucile Koch       | EELV  |                                               |

### Union du centre
| N° | Candidats | Candidats            | Parti | Principales fonctions             |
| -- | --------- | -------------------- | ----- | --------------------------------- |
| 01 |           | Jean-Francis Richeux | UDI   | Conseiller général de Saint-Père  |
| 02 |           | Caroline Ollivro     | BE    |                                   |
| 03 |           | André Philippot      | DVC   | Maire de Laignelet                |
| 04 |           | Claire Charvet       | UDI   | Conseillère municipale de Bruz    |
| 05 |           | Gilles Corno         | DVC   | Conseiller municipal de Mordelles |
| 06 |           | Laurence Thomas      | DVC   |                                   |

### Front de gauche
| N° | Candidats | Candidats                | Parti | Principales fonctions     |
| -- | --------- | ------------------------ | ----- | ------------------------- |
| 01 |           | Hervé Éon                | PCF   | Ancien conseiller général |
| 02 |           | Sylvie Larue             | PCF   |                           |
| 03 |           | Christophe Guehennec     | PCF   |                           |
| 04 |           | Nicole Echeverria        | PCF   |                           |
| 05 |           | Dominique Leseigneur     | PCF   |                           |
| 06 |           | Isabelle Le Roux-Meunier | PCF   |                           |

### Union démocratique bretonne
| N° | Candidats | Candidats           | Parti | Principales fonctions         |
| -- | --------- | ------------------- | ----- | ----------------------------- |
| 01 |           | Jean-François Lugué | UDB   | Conseiller municipal de Redon |
| 02 |           | Éliane Leclercq     | UDB   |                               |
| 03 |           | Herri Gourmelen     | UDB   | Conseiller régional           |
| 04 |           | Valérie Coussinet   | UDB   |                               |
| 05 |           | Pierrick Morin      | UDB   | Conseiller municipal de Vitré |
| 06 |           | Nicole Logeais      | UDB   |                               |

## Résultats
| Tête de liste | Tête de liste        | Liste       | Voix  | %      | Sièges |  |
| ------------- | -------------------- | ----------- | ----- | ------ | ------ |  |
|               | Dominique de Legge   | UMP-UDI     | 1 019 | 41,69  | 2      |  |
|               | Jean-Louis Tourenne  | PS          | 876   | 35,84  | 2      |  |
|               | Jean-Francis Richeux | UDI-BE      | 189   | 7,73   |        |  |
|               | Daniel Salmon        | EELV        | 181   | 7,41   |        |  |
|               | Gilles Pennelle      | FN          | 81    | 3,31   |        |  |
|               | Hervé Éon            | PCF         | 43    | 1,76   |        |  |
|               | Jean-François Lugué  | UDB         | 37    | 1,51   |        |  |
|               | Jean-Jacques Page    | PFE         | 18    | 0,74   |        |  |
|               |                      |             |       |        |        |  |
| Inscrits      | Inscrits             | Inscrits    | 2 513 | 100,00 |        |  |
| Abstentions   | Abstentions          | Abstentions | 16    | 0,64   |        |  |
| Votants       | Votants              | Votants     | 2 497 | 99,36  |        |  |
| Blancs        | Blancs               | Blancs      | 35    | 1,40   |        |  |
| Nuls          | Nuls                 | Nuls        | 18    | 0,72   |        |  |
| Exprimés      | Exprimés             | Exprimés    | 2 444 | 97,88  |        |  |